# Pierfrancesco Campanella
Pierfrancesco Campanella (* 16. Dezember 1960 in Rom) ist ein italienischer Filmschaffender.

## Leben
Campanella schloss ein Studium der Rechtswissenschaften ab und besuchte im Anschluss die Theaterschule von Alessandro Fersen. Von 1978 bis 1982 war er Mitglied der Voci e volti a Roma, wo er als Schauspieler und Regisseur wirkte. Nach Versuchen als Fernsehschauspieler und Autor von Comics schrieb und produzierte er 1986 La trasgressione, in dem er auch die Hauptrolle übernahm. Drei Jahre später debütierte er dann auch als Regisseur und veröffentlichte 1994 den Thriller Bugie rosse in der Tradition von Dario Argento (und mit dessen Darstellerin Alida Valli). Erst 2003 erschien sein bislang letzter Film, erneut ein Thriller.

## Filmografie
- 1982: La veritaaaà (Schauspieler)
- 1986: La trasgressione (Schauspieler, Drehbuchautor, Produzent)
- 1989: Strepitosamente… flop (Drehbuchautor, Regisseur)
- 1994: Bugie rosse (Drehbuchautor, Regisseur)
- 2003: Cattive inclinazioni (Drehbuchautor, Regisseur)